# Адріановка
Адріа́новка (рос. Адриановка) — селище у складі Каримського району Забайкальського краю, Росія. Адміністративний центр Адріановського сільського поселення.

## Населення
Населення — 1165 осіб (2010; 1110 у 2002).
Національний склад (станом на 2002 рік):
- росіяни — 98 %